# Transformers: Armada
Transformers: Armada (рус. Трансформеры: Армада) — альтернативная версия мультсериала «Трансформеры». Основной сюжет разворачивается вокруг битвы за мини-конов.

## Сюжет

### Предыстория
На планете Кибертрон с незапамятных времён идет жестокая битва между двумя расами трансформеров — автоботами и десептиконами. Силы сторон были примерно равны до тех пор, пока они не начали использовать мини-конов — роботов, которые позволяли трансформерам во много раз усиливать свои возможности. Чтобы не дать ни одной из противоборствующих сторон решающего преимущества в войне, мини-конов на космическом корабле отправили в нашу Солнечную систему. Много миллионов лет они пребывали на Земле в деактивированном состоянии. Наконец, их нечаянно находят обычные ребята — Рэд Уайт, Карлос Лопес и Алексис Ти Данг, которые теперь вместе с мини-конами будут драться за их свободу и свою планету…

### Сезон 1 (серии 1-13)
Десептиконы и автоботы одновременно получают сигнал об активации мини-конов и отправляют на Землю своих лучших бойцов, чтобы вновь взять маленьких роботов под свой контроль. Отряд десептиконов, в который входят Старскрим, Демолишер и Циклонус, возглавляет Мегатрон, отряд автоботов — Оптимус Прайм. Противоборство двух непримиримых врагов возобновляется. Дети, нашедшие мини-конов, сразу оказываются в самом центре этой борьбы в прямом смысле этого слова, и едва не погибают, но другие члены команды автоботов — Ред Алерт и Хот Шот — спасают их.
Рэд и его друзья полны желания помочь автоботам искать мини-конов и защищать их от десептиконов. Оптимус Прайм, опасаясь за жизнь детей, не сразу решается принять их предложение, однако от них просто так не отделаешься. В конце концов Рэд, Алексис и Карлос (а потом ещё двое их сверстников — Билли и Фред) становятся членами команды автоботов. Вместе с ними они отправляются в экспедиции в разные места Земли, откуда поступают сигналы мини-конов. Во время путешествия в руины Атлантиды, они узнают о мини-конах, которые, объединившись, могут образовать «Звёздный Меч» — смертоносное оружие, которое в конечном итоге и погубило Атлантиду и её жителей, использовавших его для порабощения других народов.
Один из трёх мини-конов, способных объединяться в «Звёздный Меч», попадает к десептиконам, два других — к автоботам. Стремясь захватить новое грозное оружие, Мегатрон со своим отрядом устраивает налёт на базу автоботов. Однако в ходе завязавшейся схватки «Звёздный Меч» оказывается в руках автобота Хот Шота, а десептиконы вынуждены отступить.

### Сезон 2 (серии 14-26)
Хот Шот благодаря «Звёздному Мечу» одерживает верх над любым десептиконом и даже ранит самого Мегатрона. Это делает его самоуверенным, хотя друзья предостерегают его и советуют не переоценивать свои силы. Однако вскоре ему приходится поплатиться за свою самонадеянность: вследствие происков «космического бродяги» Сайдуэйза Хот Шот попадает в ловушку на лунной базе десептиконов и теряет «Звёздный Меч». Его новым владельцем становится Старскрим, но ненадолго — Мегатрону с помощью своего мини-кона-партнёра удаётся хитроумно подстроить ситуацию, в которой Старскрим оказывается вынужденным отдать «Звёздный Меч» Мегатрону, чтобы избежать расправы со стороны других десептиконов, обвинивших его в том, что он пытался напасть на Демолишера и даже на самого Мегатрона.
Постепенно обнаруживается, что «Звёздный Меч» — не единственное супер-оружие, образуемое мини-конами: другая их команда может создавать «Звёздный Щит» — самое надёжное оборонительное средство против любого известного трансформерам оружия. Эти мини-коны находятся у десептиконов, но в ходе очередного сражения переходят в руки автоботов, благодаря чему силы воюющих сторон опять фактически выравниваются. Мегатрон, разъярённый потерей «Звёздного Щита», вымещает злость на нечаянно попавшем «под горячую руку» Старскриме и едва не убивает его; тот, в свою очередь, вызывает лидера десептиконов на дуэль, но проигрывает. Хотя Мегатрон оставляет Старскрима в живых, преданность последнего своему командиру сменяется лютой ненавистью…
Тем временем обе враждующие стороны обновляют свой «личный состав»: ряды автоботов пополняют Блэр, Скэвенджер и Джетфайер, ряды десептиконов — перебежчик Сайдуэйз и опытный тактик Траст. Последний предлагает Мегатрону планы окончательного разгрома автоботов, один изощрённее другого, но все они благополучно проваливаются.

### Сезон 3 (серии 27-39)
Тем временем Сайдуэйз продолжает плести интриги в стане десептиконов, ссоря их между собой. Когда его двойная игра раскрывается, Траст по приказу Мегатрона пытаются  уничтожить  его, и когда это у него почти удается, сайдвейз после накопленной от битв между десептиконами и автоботами энергии использует трансфазный режим и меняет облик, улетая куда то вверх и исчезая в итоге, также продолжает свою «подрывную деятельность». 
Траст предлагает Мегатрону коварный план, как отобрать у автоботов «Реквием-Бластер». Роль «приманки» для автоботов, согласно этому плану, отводится Старскриму, которому специально для этой цели Мегатрон вручает «Звёздный Меч». Старскрим должен вызвать автоботов на битву, заставить их использовать «Реквием-Бластер», и в этот момент, опять-таки согласно плану, должен вступить в бой сам Мегатрон. Но, пока Старскрим сражается с Оптимусом Праймом и другими автоботами, десептиконы узнают от Сайдуэйза, что нужные им мини-коны находятся на базе автоботов, и отправляются туда, бросив Старскрима на произвол судьбы. Им удаётся захватить мини-конов из команды «Реквием-Бластера», смертельно ранив Смоукскрина, защищавшего их. Однако позже Ред Алерт сумел воскресить его к жизни в новом теле.
В то время, как Мегатрон празднует свою победу, на базу десептиконов, неожиданно для всех, возвращается Старскрим, весь израненный в бою, но живой. Он догадывается, что его «подставили», и сначала винит в этом Траста, но потом, случайно услышав разговор Траста с Мегатроном, осознаёт, что именно Мегатрон, перед которым он, несмотря ни на что, всегда преклонялся, хладнокровно принял решение принести его в жертву ради своих целей. Поняв это, Старскрим в гневе порывает с десептиконами и клянётся любой ценой отомстить Мегатрону. Забрав с собой «Звёздный Меч», он улетает на Землю и находит убежище на базе автоботов. Не все автоботы верят в его искренность, но Оптимус Прайм принимает Старскрима в отряд. Алексис и Рэд тоже доверяют ему. Старскрим как член команды автоботов создаёт немало проблем: он всё время даёт понять, что его единственная цель — уничтожить Мегатрона, постоянно своевольничает, нарушает приказы Оптимуса Прайма. Но, тем не менее, его содействие оказывается очень полезным для автоботов. Так, он помогает им проникнуть на лунную базу десептиконов для того, чтобы освободить содержащихся там пленных мини-конов; кроме, того, в ходе экспедиции на Марс именно ему удаётся найти затерявшегося на астероиде мини-кона и «завербовать» его в ряды автоботов. Понемногу он начинает «оттаивать», привязывается к детям, особенно к Алексис, которая в глубине души мечтает о том, чтобы Старскрим навсегда присоединился к автоботам.
Однако скоро периоду относительно мирной жизни приходит конец. Благодаря Сайдуэйзу десептиконам становится известно, что объединение «Звёздного Меча», «Звёздного Щита» и «Реквием-Бластера» порождает совершенно невероятное по своей мощности оружие — «Гидра Кэннон», с помощью которого можно уничтожать целые миры. Трасту удаётся уговорить Старскрима покинуть автоботов, обещая ему за это свою помощь в устранении Мегатрона. Старскрим возвращается к десептиконам вместе со «Звёздным Мечом» и «Звёздным Щитом». Теперь у Мегатрона есть все необходимые компоненты, чтобы собрать «Гидра Кэннон». Испробовав её мощность на комете, он замышляет следующим выстрелом из «Гидра Кэннон» уничтожить Землю. Но Оптимус Прайм ценой собственной жизни спасает планету от уничтожения. Как ни странно, гибель Прайма вовсе не радует Мегатрона…

### Сезон 4 (серии 40-52)
После отлёта десептиконов автоботы принимают решение покинуть Землю и вернуться на Кибертрон, забрав с собой всех мини-конов. Однако мини-коны соглашаются лететь с автоботами лишь при одном условии — если Рэд, Карлос и Алексис отправятся вместе с ними в космос. Дети должны служить своего рода гарантией того, что автоботы не станут использовать мини-конов как оружие против их воли. Во время первой битвы в космосе Мини-коны возвращают к жизни Оптимуса Прайма. По пути на Кибертрон группа автоботов и десептиконов попадает в чёрную дыру и оказывается на неизвестной планете, где они подвергаются нападению Немезиса Прайма — ужасного порождения Юникрона. Впервые автоботы и десептиконы сражаются вместе против общего врага; хотя вначале Немезис берёт верх, но благодаря мини-конам, которые переформатировали своих партнёров, дав им новую силу и с Мегатроном, переименовывающим себя в Гальватрона, объединённая команда побеждает чудовище. Впоследствии десептиконы возвращаются на Кибертрон и быстро свергают большую часть планеты с помощью оружия мини-конов. Хот Шот в одиночку атакует базу десептиконов, в результате чего обнаруживается предательство Траста. Траст ускользает со «Звёздным Щитом» и «Реквием-Бластером», доставляя их Сайдуэйзу, который использует их, чтобы разбудить великого и ужасного Юникрона, врага, которого предсказали мини-коны.
Рэд и его друзья отправляются в дрейф сквозь время, где выясняется, что благодаря этому они сыграли роль в разработке мини-конов, а мини-коны также оказались ячейками Юникрона. Гальватрон отказывается верить в угрозу Юникрона, и Старскрим заставляет его вступить в поединок - дуэль Старскрим целенаправленно проигрывает, жертвуя собой, чтобы доказать Гальватрону, что угроза Юникрона существует. Саидуэйз крадёт «Звёздный Меч», полностью пробуждая Юникрона, когда автоботы и десептиконы объединяются в одну армаду, чтобы атаковать колоссального трансформера, замаскированного под луну Кибертрона. Во время битвы Гальватрон противостоит Трасту из-за его предательства и оставляет его погибнуть после того, как последний непреднамеренно раздавил себя в плечо Юникрона. 
Пока Юникрон нападает на Кибертрон, Гальватрон и Оптимус входят в тело Юникрона, где Сайдуэйз обнаруживает себя созданным Юникроном в качестве эмиссара, чтобы вернуть мини-конов под контроль своего хозяина, чтобы Рэд снова пробудил их умы, позволив мини-конам освободить себя, отключая питание Юникрона. С устранением Сайдуэйза и, по-видимому, угрозой Юникрона, Гальватрон бросает вызов Оптимусу в финальной битве, только для энергии, высвобождаемой их конфликтом, для реактивации Юникрона. Осознав свою ошибку продолжать свою ненависть, Гальватрон решает пожертвовать собой, чтобы положить конец циклу ненависти, который позволяет Юникрону существовать. Со смертью Гальватрона Юникрон таинственно исчезает, и мир возвращается на Кибертрон. Несмотря на то, что справедливость отдается всем трансформерам, Оптимус чувствует себя опозоренным, заявляя, что он больше не заслуживает Матрицы и вместо этого отправляется в изгнание.

## Персонажи
| Имя в российском показе   | Американское имя     | Оригинальное имя | Роль озвучивали                      |
| ------------------------- | -------------------- | ---------------- | ------------------------------------ |
| Рэд                       | Rad                  | Rad              | Кирби Морроу / Масатака Накаи        |
| Карлос                    | Carlos               | Carlos           | Мэтт Хилл / Юки Маэда                |
| Алексис                   | Alexis               | Alexa            | Табита Сент-Джермин / Акира Томисака |
| Фред                      | Fred                 | Jim              | Тони Сэмпсон / Нобуюки Кобуси        |
| Билли                     | Billy                | Billy            | Эндрю Фрэнсис / Тарусукэ Сингаки     |
| Мегатрон/Гальватрон       | Megatron / Galvatron | Megatron         | Дэвид Кэй / Киёюки Янада             |
| Оптимус Прайм             | Optimus Prime        | Convoy           | Гэри Чок / Тору Окава                |
| Хот Шот(Лихач)            | Hot Shot             | Hot Rod          | Брент Миллер / Косукэ Окано          |
| Ред Алерт(Паникёр)        | Red Alert            | Ratchet          | Брайен Добсон / Икуя Саваки          |
| Старскрим(Скандалист)     | Starscream           | Starscream       | Майкл Добсон / Дзин Яманои           |
| Разрушитель               | Demolisher           | Ironhide         | Элвин Сандерс / Кодзи Юса            |
| Циклонус                  | Cyclonus             | Sandstorm        | Дон Браун / Исин Сиба                |
| Смоукскрин/Хойст(Дымовик) | Smokescreen / Hoist  | Grap             | Дейл Уилсон / Кацухиса Хоки          |
| Скэвенджер(Мусорщик)      | Scavenger            | Devastor         | Уорд Перри / Кейдзи Фудзивара        |
| Сайдуэйз(Отшельник)       | Sideways             | Doubleface       | Пол Добсон / Такахиро Сакураи        |
| Блэр                      | Blurr                | Silverbolt       | Брайан Драммонд / Исин Сиба          |
| Траст(Колун)              | Thrust               | Strato           | Колин Мердок / Кодзи Юса             |
| Истребитель               | Jetfire              | Jetfire          | Скотт МакНейл / Сузуму Сиба          |
| Тайдл Уэйв(Прилив)        | Tidal Wave           | Shockwave        | Дуг Паркер / Дзин Яманои             |
| Сайдсвайп                 | Sideswipe            | Stepper          | Сэм Винсент / Нобуюки Кобуси         |
| Уилджек                   | Wheeljack            | Rampage          | Майкл Дейнджерфилд / Сузуму Сиба     |
| Юникрон                   | Unicron              | Unicron          | Марк Ачесон / Кацуми Шо              |

## Разработка
«Transformers: Armada» — один из мультсериалов о Трансформерах, который был создан США и Японией совместно. Он был спродюсирован в Японии, с анимацией от студии Actas Inc., и показан сначала в Америке, а потом уже в Японии. Дубляж для американской версии сделала студия дубляжа Voicebox. Когда «Армаду» только анонсировали, неизвестный источник из Hasbro сообщил, что созданием этого шоу занимается Mainframe Entertainment. Но этот слух не подтвердился. Из-за большой спешки в производстве, американская версия изобилует ошибками анимации и перевода; студии Voicebox при дубляже часто приходилось работать с незавершенной анимацией и использовать быстрые черновые переводы сценария, с транслитом и недостаточной адаптацией к западной аудитории. Впрочем, последнее обеспечило «Армаде» больше близости к оригиналу, чем у других американских адаптаций японских сезонов. Качество рисовки варьируется от серии к серии, в зависимости от уровня вынужденной спешки аниматоров. Позже для японского показа была исправлена большая часть анимационных ошибок, и перерисованы некоторые сцены. Особенно много правок содержится в эпизоде «Слияние». Причины спешки до сих пор неясны, но как основные подозреваются две:
- Изначальные планы призывали Dreamwave предоставить модели персонажей для сериала (по крайней мере, так говорилось), но это не было осуществлено и, возможно, сорвало сроки производства.
- Cartoon Network, телеканал, показывавший это шоу (а также работавший над ним), не хотел подписывать соглашение о показе, пока ему не будет предоставлено определенное количество готовых серий. Это привело к авральному темпу выпуска мультсериала, чтобы уложиться в один срок с релизом серии игрушек.

## DVD-релизы

### Япония
Издатель — «Columbia Music Entertainment»
«Columbia Music Entertainment» выпустили «Micron Densetsu» на DVD в Японии, когда сериал ещё показывали. Всего вышло 13 дисков. Первоначальные релизы каждого диска содержали в себе бонус — игрушечную фигурку Мини-Кона и комикс, дополняющий сюжет сериала.

### Великобритания
Издатель — «Universal Studios»
«Universal Studios» выпустили несколько DVD-коллекций «Армады» в Великобритании.
- Transformers: Armada — Vol:01 (2003)
- Transformers: Armada — Vol:02 (2003)
- Transformers: Armada — Vol:03 (2005)
- Transformers: Armada — Triple Collection (2005)
- Transformers: Armada — Vol:04 (2005)
- Transformers: Armada — Collector’s Edition (2007)
- Transformers: Armada — Bumper Double DVD Collection (2008)

### Австралия
Издатель — «Warner Brothers»
В Австралии «Warner Bros» выпустили неполный ассортимент DVD-коллекций по «Армаде».
- Transformers: Armada — Vol:02 (2003)
- Transformers: Armada — Vol:04 (2003)
- Transformers: Armada — Vol:09 (2003)
- Transformers: Armada — Vol:10 (2003)
- Transformers: Armada — Vol:14 (2003)

### США
Издатель — «Kid Rhino»
«Kid Rhino» выпустили несколько DVD-коллекций в США, перед выпуском полного сериала в двух бокс-сетах.
- Transformers: Armada — Best Battles (2004)
- Transformers: Armada — Flashbacks (2004)
- Transformers: Armada — Battle for the Mini-Cons (2004)
- Transformers: Armada — Power of the Mini-Cons (2004)
- Transformers: Armada — Best of the Autobots (2004)
- Transformers: Armada — Best of the Decepticons (2004)
- Transformers: Armada — Season One: Part One (2004)
- Transformers: Armada — Season One: Part Two (2006)

### Германия
Издатель — «KSMFilm»
«KSMFilm» выпустили два DVD бокс-сета в Германии, по 26 серий в каждом, с немецкой и английской звуковыми дорожками.
- Transformers: Armada — Volume One (2008)
- Transformers: Armada — Volume Two (2009)

### Россия
Издатель — «Союз Видео» (с дубляжом студии ИНИС)
Полностью в России сериал был выпущен на DVD только после того, как был показан по телевидению (с дубляжом компании Selena International). Изначально продавались только частичные издания.
- Трансформеры: Армада — Выпуск 1 (2004)
- Трансформеры: Армада — Выпуск 2 (2004)

## Эпизоды
1. First Encounter (Первое знакомство)
2. Metamorphosis (Метаморфоза)
3. Base (База)
4. Comrade (Товарищ)
5. Soldier (Солдат)
6. Jungle (Джунгли)
7. Carnival (Карнавал)
8. Palace (Дворец)
9. Confrontation (Противостояние)
10. Underground (Подземелье)
11. Ruin (Руины)
12. Prehistory (Предыстория)
13. Swoop (Налёт)
14. Overmatch (Превосходство сил)
15. Gale (Внезапность)
16. Credulous (Доверчивый)
17. Conspiracy (Заговор)
18. Trust (Доверие)
19. Vacation (Каникулы)
20. Reinforcement (Подкрепление)
21. Decisive Battle (Решающий бой)
22. Vow (Обет)
23. Rebellion (Мятеж)
24. Chase (Преследование)
25. Tactician (Тактик)
26. Link Up (Слияние)
27. Detection (Обнаружение)
28. Awakening (Пробуждение)
29. Desperate (Отчаянные)
30. Runaway (Побег)
31. Past, Part 1 (Тень прошлого, часть 1)
32. Past, Part 2 (Тень прошлого, часть 2)
33. Sacrifice (Жертва)
34. Regeneration (Восстановление)
35. Rescue (Спасение)
36. Mars (Марс)
37. Crack (Перелом)
38. Threaten (Угроза)
39. Crisis (Кризис)
40. Remorse (Раскаяние)
41. Depart (Отбытие)
42. Miracle (Чудо)
43. Puppet (Марионетка)
44. Uprising (Восхождение)
45. Dash (Смелость)
46. Drift (Сбор)
47. Portent (Предзнаменование)
48. Cramp (Тиски)
49. Alliance (Союз)
50. Union (Единство)
51. Origin (Происхождение)
52. Mortal Combat (Смертельная битва)

## Видеоигры
11 мая 2004 года на свет выходит игра «Transformers: Armada». Она разработана компанией Melbourne House. Некоторые персонажи мультсериала в игре представлены в качестве играбельных персонажей. Игра получила рейтинг T — Teens (для детей от 12 лет и старше).